# San Blas Atempa
San Blas Atempa là một đô thị thuộc bang Oaxaca, México. Năm 2005, dân số của đô thị này là 16899 người.